# Княжна (поема)
«Княжна́» — соціально-побутова поема Тараса Шевченка 1847—1848 років, написана в Орській фортеці.

## Сюжет
Ідейно-тематичний задум поеми тісно пов'язаний з циклом творів про долю дівчини, занапащеної паном. У розробці цієї теми «Княжни» є дальшим кроком, дальшим реалістичним поглибленням і сюжетної ситуації, й конкретних соціальних образів. Моральний занепад кріпосника, який гвалтує власну дочку (цей конфлікт уже було використано в поемі «Відьма»), змальовано в «Княжні» на широкому побутовому матеріалі, що яскраво показує цілковитий розклад — економічний, морально-етичний — усієї суспільної системи. Тим самим стверджується історична приреченість усього феодально-кріпосницького ладу. Шевченко з великою революційною пристрастю викриває ліберально-націоналістичне милування сільською ідилією («Село! — і серце одпочине»). Використовуючи прийом антитези, поет показує що «веселі здалека палати» є насправді притулком жахливого гніту, знущання, паплюження всього людського. В цьому селі «мужицькі душі аж пищать», а поміщик, про якого його посіпаки кричать « — І патріот! і брат убогих! // Наш славний князь!», насправді «дочку й теличку однімає // у мужика…». Тут виявилися особисті спостереження Шевченка періоду «трьох літ», враження від знайомства з багатьма представниками українського панства. З поемою «Княжна» перегукується російська повість «Княгиня». Прототипом образу князя, можливо, був князь М. Кейкуатов (у повісті «Княгиня» зображений під ім'ям Мордатова). Поема «Княжни» пройнята духом протесту проти євангельської моралі непротивлення і покори. Своїй героїні поет ставить у приклад Беатріче Ченчі, яка «колись // Убила батька кардинала // І Саваофа не злякалась». У процесі редагування і вдосконалювання поеми автор відкидав окремі романтичні загальники, абстрактне моралізаторство, посилюючи реалістичну точність і конкретну переконливість образів.

## Автограф та датування
Зберігся чорновий автограф на десяти аркушах, що зберігається в Інституті літератури ім. Т. Шевченка. Також зберіглися чистові автографи, що увійшли до «Малої книжки» та «Більшої книжки».
Чорновий автограф на десяти аркушах та чистовий автограф у «Малій книжці» не датовані. Дата в автографі «Більшої книжки»: «1858. февраль 24» (день, коли поет закінчив переписувати твір до «Більшої книжки»).
Датується за місцем автографа у «Малій книжці» серед творів 1847 роком та часом перебування Шевченка, з 22 червня 1847 року до 11 травня 1848 року в Орській фортеці, орієнтовно: кінець червня — грудень 1847 року, Орська фортеця.

## Історія написання
Первісний автограф не відомий. Найраніший відомий текст — чорновий автограф без назви на десяти аркушах. З цього автографа Шевченко, повернувшись з Аральської описової експедиції до Оренбурга, наприкінці 1849 року (не раніше 1 листопада) або на початку 1850 року (не пізніше дня арешту поета 23 квітня), переписав поему з багатьма виправленнями й переробками до «Малої книжки» (рядки 1 — 258 до першого, рядки 269—442 до другого зшитка за 1846—1847 роки). Її записано під № 1, одразу ж після поезії-заспіву «Думи мої, думи мої…», яка не має номера. Деякі виправлення поет вніс у цей текст згодом, найімовірніше, 1857 року, наприкінці свого перебування на засланні в Новопетровському укріпленні. Між 21 і 24 лютого 1858 року, перебуваючи у Нижньому Новгороді, Шевченко із значними змінами й виправленнями переписав твір з «Малої книжки» до «Більшої книжки», текст якої остаточний. Початок переписування поеми до «Більшої книжки» визначається за записом у щоденнику поета від 21 лютого 1858 року: «Начал переписывать свою поэзию для печати, писанную с 1847 года по 1858 год». Завершення переписування датовано у «Більшій книжці» — «1858. Февраль 24».
Список поеми «Княжна», нині не відомий, мав П. О. Куліш. 1860 року він подав вступ до поеми (рядки 1 — 32), давши уривку довільну назву «До зорі. (Із поеми)» й переробивши рядок 27 («І хто знає, що діється» на «Ти не знаєш, що діється»), в альманасі «Хата» 1860 року. Твір позначено тут цілком довільною датою: «1858. Нижній Новгород».
З «Малої книжки» поему «Княжна» разом з іншими творами 1846—1850 років переписано до рукописного списку невідомої особи з окремими, за свідченням О. Я. Кониського, виправленнями Шевченка кінця 1850-х років, що належав Л. М. Жемчужникову і тепер не відомий. Подані з нього О. Я. Кониським уривки поеми «Княжна» — рядки 49, 84 — 85, 280—285, 316—318, 344—348, 361—363, 379—386, 394 і до кінця твору — відбивають текст «Малої книжки». Різночитання у рядку 51 («Не звісно, де вони взялись») — очевидно, наслідок неправильного прочитання списувачем тексту цього рядка у «Малій книжці»: «Не знаю, де вони взялись».
Список Г. Н. Мордовцевої 1859 року, тепер не відомий, мав, за свідченням редактора «Кобзаря» 1908 року В. М. Доманицького, різночитання, які не зустрічаються в жодному з відомих автографів поета:
Що вони, поганці, діють (27 — 29)
В нас, на Україні!
Розкажу я те, що знаю
А ти рано тихесенько (31)
Не стало на світі княгині (220)
Чи Бог теє знає? Бо се було б диво (253)
Аж поки доня наша спить (315)
Що в монастир оцей убогий (427 — 429)
Зайшла вторік
І вмерла тут.
Відомі списки у рукописних збірках «Кобзар» 1861 року, що належав І. П. Левченкові, «Сочинения Т. Г. Шевченка» 1862 року, у примірнику «Кобзаря» 1860 року, що належав Л. Г. Лопатинському, з пізнішими рукописними вставками, «Кобзар» 1865 року, переписаний Д. Демченком, список невідомою рукою, список І. О. Левицького, список невідомою рукою (ІР НБУВ, І. 7450, арк. 30 — 30 звор.), список К. Г. Климковича, що є копією з видання «Поезії Тараса Шевченка» 1867 року. У частині складального примірника «Кобзаря» 1867 року список не повний: без вступу й кінця, є пропуски рядків.

## Видання
В альманасі «Хата» 1860 року (стор. 85-86) були вперше надруковані уривки поеми (рядки 1 — 32). Вперше поему надруковано повністю у виданні: «Кобзарь Тараса Шевченка / Коштом Д. Е. Кожанчикова» 1867 року і того ж року у виданні: «Поезії Тараса Шевченка» (в обох виданнях подано за «Більшою книжкою» з купюрами в рядках: 81 — 82, 253).

## Музика
Музику до вступної частини «Княжни» писали М. В. Лисенко, М. Д. Леонтович, Я. С. Степовий, Г. П. Гладкий, Я. В. Смеречанський, Г. А. Фінаровський та інші. Вступ до поеми став народною піснею «Зоре моя вечірняя».